# Agustín Quintanilla
Agustín Quintanilla fue un abogado, juez, catedrático de la Universidad San Antonio Abad y político peruano.
En 1892, Telémaco Orihuela enfrentó un juicio ante el jurado de imprenta establecido en el Perú mediante una ley de 1823 emitida durante el gobierno de José de Torre Tagle en la que se juzgaba a la prensa a través de un jurado, declarando la responsabilidad del impresor, el librero o del vendedor cuando se incurriera en delito. En 1892, Julio Jiménez Abal, prefecto del Cusco, denunció a Orihuela ante el juzgado del doctor Agustín Quintanilla por cuanto éste le había imputado defraudación de fondos públicos mediante el periódico «La Libertad». La sentencia absolvió a Telémaco luego de un juicio irregular y accidentado que mostró lo inadecuado de esa ley.
Fue elegido senador suplente por el departamento del Cusco en 1896 hasta 1898 durante los mandatos de los presidentes Manuel Candamo Iriarte, Nicolás de Piérola y Eduardo López de Romaña durante el inicio de la República Aristocrática.